# Nodirbek Yakubboev
Nodirbek Yakubboev est un joueur d'échecs ouzbek né le 23 janvier 2002 à Tachkent.
Au 1er avril 2025, il est le quatrième joueur ouzbek et le 61e joueur mondial avec un classement Elo de 2 665 points.

## Biographie et carrière
Nodirbek Yakubboev est le frère cadet de la joueuse d'échecs Nilufar Yakubbaeva (née en 2000 et triple championne féminine d'Ouzbékistan).
Nodirbek Yakubboev a remporté le championnat d'Ouzbékistan d'échecs en 2016 (à 14 ans), 2018, 2020 et 2025.
En 2019, il finit 1er-7e de l'open de Charjah avec 7 points sur 9.
Il a obtenu les trois normes nécessaires pour le titre de grand maître international.
En mars 2019, il finit 1er-7e ex æquo de l'open de Chajah avec 7 points sur 9.
Il participe à la Coupe du monde d'échecs en 2021 et 2023 et est battu à chaque fois au deuxième tour.
| Année | Lieu   | Résultat      | Ultime adversaire | Adversaires battus |
| ----- | ------ | ------------- | ----------------- | ------------------ |
| 2021  | Sotchi | deuxième tour | David Navara      | Razvan Preotu      |
| 2023  | Bakou  | deuxième tour | Benjámin Gledura  | Malek Koniahli     |

En 2023, il remporte l'open du Qatar après un départage en blitz face à son compatriote Nodirbek Abdusattorov.

### Olympiades
Lors de l'Olympiade d'échecs de 2016, il marque 5 points sur 6 comme remplaçant de l'équipe d'Ouzbékistan. En 2018, il marque 8,5 points sur 10 (performance Elo de 2 738 points) au troisième échiquier lors de l'olympiade de Batoumi.
En 2024, il remporte l'Olympiade avec l'équipe d'Ouzbékistan (médaille d'or par équipes) ainsi que la médaille de bronze au deuxième échiquier avec une marque de 8 points sur 11.